# Абдалла, Жорж
Жорж Ибрагим Абдалла (фр. Georges Ibrahim Abdallah, род. 2 апреля 1951) — создатель леворадикальной «Ливанской фракции революционной армии» (фр. Fraction armée révolutionnaire libanaise). С 1984 года находился под арестом, с 1987 года отбывал во Франции пожизненное тюремное заключение за участие в террористических акциях, освобождён из заключения 25 июля 2025 года.

## Биография
Жорж Абдалла родился в небольшом ливанском городке недалеко от Сирии. Он вступил в Сирийскую Народную партию, действовавшую и в Ливане, однако покинул её из-за правого и националистического уклона. Присоединился к НФОП и был ранен во время вторжения армии Израиля в южный Ливан в 1978 г.
После смерти Вадея Хаддада Жорж Абалла отошёл от НФОП и организовал «Ливанскую фракцию революционной армии», ставившие своей целью освобождение Ливана из-под чьего бы то ни было господства (Франция, США, Израиль) и создание Палестинского государства.
В 1982 году Фракция Революционной Армии проводит несколько вооружённых акций: нападение на американского военного атташе в Париже подполковника Чарльза Роберта Рэя (18 января 1982), израильского дипломата и главу парижского подразделения Моссада Якова Барсимантова (3 апреля) и др.
По версии бывшего агента Моссад и писателя Виктора Островского, убийства Рэя и Барсимантова совершили несколько агентов Моссад, придерживавшихся правых политических взглядов. Барсимантов и Рэй намеревались заложить основы для диалога Израиля и Палестины: убийцы же якобы хотели разжечь очередной конфликт с палестинцами.
Жоржа Ибрагима Абдаллу арестовали 24 октября 1984 г., а 10 июля 1986 г. в Лионе приговорили к четырём годам заключения за использование поддельных документов и хранение оружия и взрывчатки, хотя доказать это окончательно не удалось. 28 февраля 1987 г. французский суд по преступлениям против государства (фр. Cour de sûreté de l'État) приговорил Абдаллу к пожизненному заключению за соучастие в убийстве военного атташе посольства США Чарльза Рэя и израильского дипломата Якова Бар-Симантова в Париже в 1982 году и соучастие в покушении на убийство американского консула в Страсбурге.
В марте 2002 г. была отклонена первая кассация. В ноябре 2003 г. судебными инстанциями города По Абдалла был помилован, однако, в силу вмешательству министра юстиции Доминика Пербена, это решение было отменено 15 января 2004 г. и Жорж Абдалла вновь оказался в тюрьме.
В 2013 году суд удовлетворил очередное прошение Абдаллы о помиловании, но условием его освобождения была депортация из Франции. Министр внутренних дел Франции Мануэль Вальс отказался санкционировать соответствующее решение, и Абдалла остался в заключении. 15 ноября 2024 года суд вновь вынес решение об освобождении Абдаллы при условии депортации к 6 декабря, но прокурор по антитеррористическим делам вынес протест.
17 июля 2025 года апелляционный суд Парижа вынес решение об освобождении Абдаллы из заключения 25 июля. 25 июля, незамедлительно после освобождения, Абдалла вернулся на родину, в рамках депортации.